# Matt Helm traqué
Pour les articles homonymes, voir Matt Helm et Helm (homonymie).
Matt Helm traqué (The Ambushers) est un film américain réalisé par Henry Levin sorti en 1967.

## Fiche technique
- Titre : Matt Helm traqué
- Titre original : The Ambushers
- Réalisation : Henry Levin
- Scénario : Herbert Baker, Donald Hamilton d'après son roman The Ambushers (Les Traqueurs, Série noire no 933)
- Musique : Hugo Montenegro
- Production : Irving Allen, Douglas Netter
- Durée : 102 minutes
- Genre : comédie, film d'espionnage
- Langue : anglais américain
- Pays de production :  États-Unis
- Dates de sortie :
  - États-Unis : 22 décembre 1967
  - France :  1er mars 1968

## Distribution
- Dean Martin  (VF : Jean-Claude Pascal) : Matt Helm
- Senta Berger : Francesca Madeiros
- Janice Rule : Sheila Sommers
- James Gregory  (VF : Roger Treville) : MacDonald
- Albert Salmi : Jose Ortega
- Kurt Kasznar  (VF : Albert Medina) : Quintana
- Beverly Adams : Lovey Kravezit
- David Mauro : Nassim
- Roy Jenson : Karl
- John Brascia : Rocco
- Linda Foster : Linda
- Tomiko Ishizuka : Slaygirl
- Karin Feddersen : Slaygirl
- Ulla Lindstrom : Slaygirl
- Marilyn Tindall : Slaygirl
- Lena Cederham : Slaygirl
- Susannah Moore : Slaygirl
- Terri Hughes : Slaygirl
- Penny Brahms : Slaygirl
- Kyra Bester : Slaygirl
- Jan Watson : Slaygirl
- Annabella Incontrera : Slaygirl
- Dee Duffy : Slaygirl